# Bunker A33

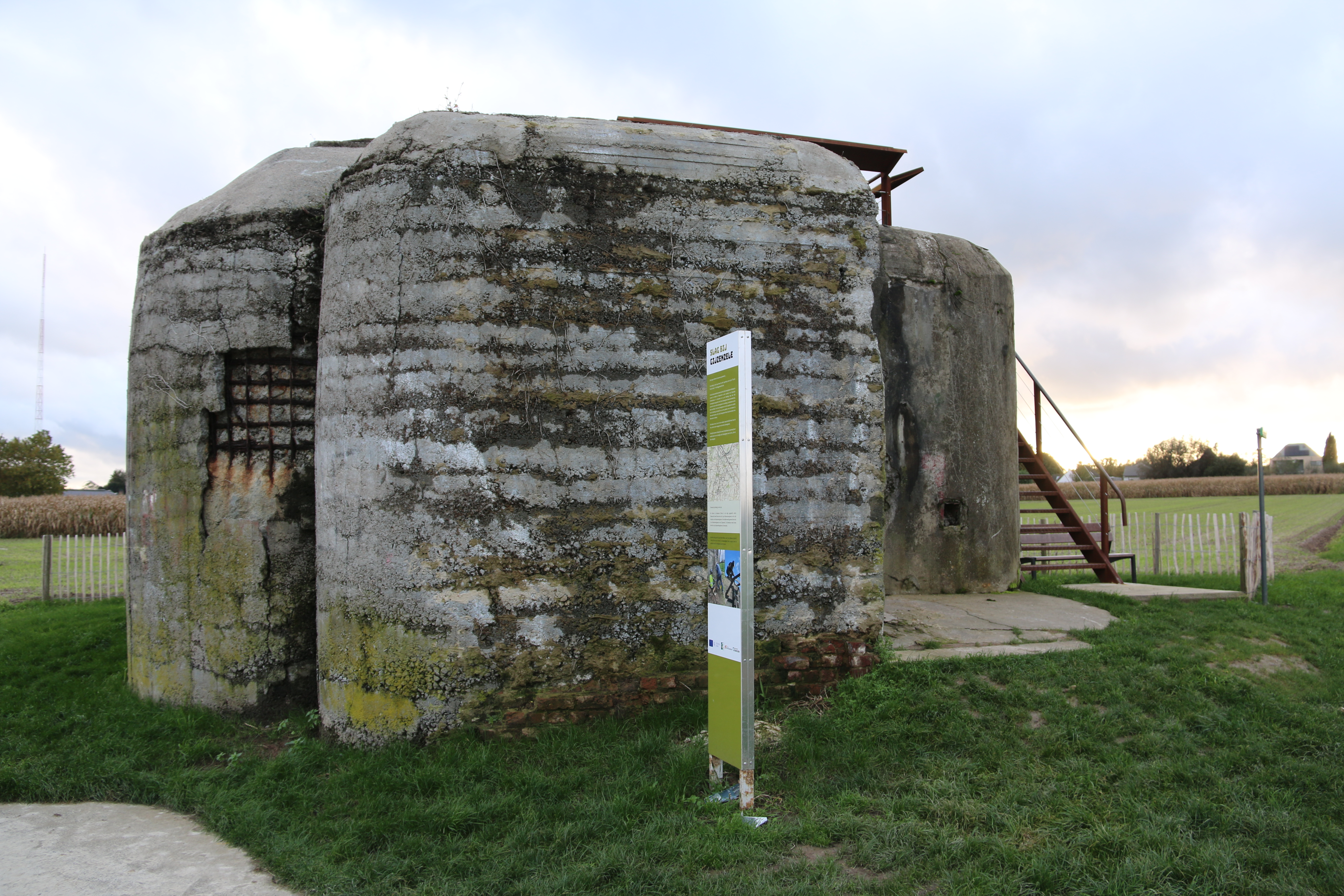
Bunker A33

Bunker A33 is een bunker aan de Wulgenstraat in het Belgische Oosterzele. De bunker werd gebouwd als onderdeel van het Bruggenhoofd Gent tussen 1934 en 1938. Hij bestaat uit twee bunkerruimtes op een verschillend niveau. Er was een geschutkamer voor het opstellen van een mobiel 47mm kanon en ook een mitrailleurkamer. De bunker was gecamoufleerd als gemetselde stal. In mei 1940 speelde de bunker een rol bij de slag bij Gijzenzele. Op bevel van de Duitse bezetter werden ijzeren onderdelen in 1941 verwijderd en werden bunkeropeningen in 1944 dichtgemetseld. De bunkeropeningen werden pas in 2006 terug opengemaakt; er werd toen een Britse Mills-granaat gevonden. In juli 2023 werd een uitkijkplatform geopend op het dak, met infoborden en een infozuil. 